# Gellershagener Bach
Der Gellershagener Bach ist ein rund 4,3 km langer linker Nebenfluss des Schloßhofbachs, der im Bielefelder Stadtbezirk Dornberg entspringt und im Bielefelder Stadtbezirk Schildesche mündet.

## Verlauf
Der Gellershagener Bach entspringt im Stadtteil Dornberg-Wellensiek, unterhalb der Wertherstraße am Nordende des Wellensiek-Grünzugs. Er bildet zunächst einen kleinen Quellteich, fließt dann im Wellensiek-Grünzug (zwischen der Straße Wellensiek und der Treptower Straße) nach Norden, unterquert in Höhe der Stadtbahnhaltestelle Wellensiek in einem ca. 300 m langen Kanal den Zehlendorfer Damm und den neuen Campus der Hochschule Bielefeld. Er kommt in einer Wiese nördlich der Straße Am Rottmannshof wieder zum Vorschein, unterquert die Grünewaldstraße und nimmt 150 m weiter östlich einen namenlosen Nebenbach auf, der des Heizwerks der Universität Bielefeld an der Straße Erfahrung entspringt.
Mittellauf: Der Gellershagener Bach unterquert die Schloßhofstraße knapp nördlich der Kreuzung Voltmannstraße, erreicht hier den Stadtteil Gellershagen im Stadtbezirk Schildesche, wendet sich in einem rd. 100 m langen Kanal nach Nordosten, kommt an der Nordseite der Altenberndstraße wieder zum Vorschein und fließt dann etwa 1,2 km lang parallel zur Voltmannstraße nach Nordosten, in dem stadtauswärts gelegenen Grünzug. Dabei durchläuft er ein Regenrückhaltebecken, unterquert die Hainteichstraße und die Straße Am Herrenkamp. 100 m weiter nordöstlich nimmt er den von links zufließenden Babenhausener Bach auf.
Unterlauf: Der Gellershagener Bach wendet sich nach Osten und unterquert in einem Kanal die Kreuzung Jöllenbecker Straße / Voltmannstraße / Schuckertstraße. An der Südseite der Schuckertstraße kommt er wieder zum Vorschein und tritt nördlich der Lakemannstraße in den Bultkamp-Grünzug ein, damit in den Stadtteil Schildesche. Er passiert die Sonnenhellweg-Schule, unterquert den Horstheider Weg und nimmt hinterm Kindergarten Mergenthalerweg den von rechts kommenden Grenzbach auf. Rund 150 m weiter östlich mündet der Gellershagener Bach in den Schloßhofbach. Kurz vorher unterquert er den Fuß- und Radweg des Bultkamp-Grünzugs.